# Ary Piassarollo
Ary Piassarollo, nascido na cidade gaúcha de Rio Grande, é violonista, guitarrista, compositor e arranjador brasileiro. Nascido na Quinta, interior de uma pequena cidade gaúcha, numa família humilde e trabalhadora, fez seus primeiros acordes ainda criança em um violão velho que havia encontrado no galinheiro de sua casa, despertando assim sua vocação. Em apenas um ano já estava tocando profissionalmente em grupos musicais da noite de Rio Grande sua terra natal, com o conjunto Arpege. Ainda na década de 1950, tocava na Mangacha, importante casa noturna boêmia da cidade

## Na capital gaúcha e no Rio de Janeiro
Em 1963, mudou-se para Porto Alegre, onde tocou no conjunto Flamboyant, chegando a se apresentar na extinta TV Piratini. No fim da década de 1960, foi para São Paulo tocar na boate Night & Day,  permanecendo por sete anos na capital paulista fazendo diversos trabalhos musicais como no Programa de Moacir Franco na TV Record.
De 1973 a 1985, viveu no Rio de Janeiro, trabalhando com diversos artistas como: Tito Madi, Elis Regina, Vinícius de Moraes, o saxofonista Vitor Assis Brasil, Wilson Simonal, Emílio Santiago, o arranjador Rique Pantoja, Leny Andrade, Nana Caymmi, Djavan, Tim Maia e Ivan Lins. Ary participou também do primeiro LP-solo de Pascoal Meirelles e atuou na orquestra do Conservatório Dramático e Musical ‘Dr. Carlos de Campos’, em Tatuí. A maioria dos bons músicos da época requisitava as sofisticadas e ricas harmonias de sua guitarra. Uma de suas principais experiências musicais foi com o poeta Gonzaguinha, com o qual Ary tocou por sete anos, fazendo alguns trabalhos também com o mestre Luis Gonzaga. Piassarollo fez parte do projeto Pixinguinha e participou de várias trilhas musicais de filmes como "Dona Flor e seus Dois Maridos".

## Nos EUA e retorno ao Brasil
Em 1985, mudou-se para os Estados Unidos, onde aprimorou seu trabalho, apresentando-se em diversas casas de jazz tocando com figuras consagradas como o saxofonista Ira Sullivan e Othelo Molineaux. Em 2000, volta ao Brasil, realiza uma participação especial no DVD do Pe. Fábio de Melo e toca em casas de jazz cariocas, além de, juntamente com o pianista americano Cliff Korman, ministrar curso de música no Cigam – Centro Musical na Cinelândia, no Rio de Janeiro.
Atualmente, vive na cidade de Registro perto do litoral Sul de São Paulo.

## Discografia
Seu último trabalho e primeiro solo chama-se "Memories", um CD gravado em 1996 no Estados Unidos e composto de 11 faixas.
Revisando atualmente mora na cidade de Registro, interior de São Paulo onde vive como aposentado!